# Casa Blanca (Salvador)
Casa Blanca egy maja régészeti lelőhely a mai Salvador területén.

## Leírás
A romváros Salvador nyugati részén, a Santa Ana megyében fekvő Chalchuapa város keleti szélén található, ma már modern kori lakóövezetekkel körbevéve. A város terjeszkedése okozta azt is, hogy az egykori terület mára mindössze 6 hektárra csökkent.
A település környékéről már mintegy 5000 évvel ezelőttről is származnak leletek, de a fejlődés csúcspontját a késői preklasszikus korban (i. e. 200. – i. sz. 250) érte el, amikor fontos maja uradalmi központ volt. Ekkor épült a mai Salvador területén ismert legnagyobb méretű piramis, és ebből a korból származik az a (már megsemmisült) építmény is, amelyben 30-nál is több holttestet, valószínűleg feláldozott személyek, talán hadifoglyok maradványait találták meg. A későbbi, posztklasszikus korban a területet már csak esetenként használták, többnyire temetkezésre.
A területet 1977-ben vásárolta meg a salvadori kormány, majd a japán Nagojai Egyetem salvadori régészeti programjának keretein belül éveken át feltárási munkák folytak itt. 2004-ben régészeti parkként nyitották meg, ma a nagyközönség számára is látogatható múzeum.
Ma összesen 6 régi építmény látható itt, ebből 3 piramis, közülük az 1-es és 5-ös számú van feltárt, látogatásra alkalmas állapotban. A hagyományos anyagokból készült múzeum épülete a spanyol gyarmati időszakban épült haciendákhoz tartozó házak stílusát idézi, hosszú folyosóival egy belső udvart övez. Belső termeiben tárgyi leleteket mutatnak be, többek között a Salvador területéről eddig előkerült egyetlen maja írásos sztélé megmaradt töredékét. A japán kormány támogatásával a múzeum mellett létesült egy kékfestőműhely is.